# Карасьов Павло Сергійович
Павло Сергійович Карасьов (рос. Павел Сергеевич Карасёв, нар. 10 липня 1992, Дрезна, Росія) — російський футболіст, півзахисник клубу «Ротор».

## Клубна кар'єра
Розпочинав займатися футболом у першому класі в шкільній секції міста Дрезна. З 10-річного віку займався в зуєвській ДЮСШ «Спартак» (тепер — «Знамя Труда»), тренер — Олександр Валентинович Янушковський. Ставав чемпіоном Московської області в своїй віковій категорії, причому виступав за команду 1991 року народження. Згодом перейшов у школу московського «Локомотива», тренувався під керівництвом Геннадія Федоровича Колосова. Ставав чемпіоном і призером юнацьких першостей Москви та Росії.
У 2011 році розпочав виступати на професіональному рівні в складі «Локомотива-2», який грав у другому дивізіоні. За три сезони провів 83 матчі та відзначився 10 голами в чемпіонаті. У Кубку Росії 2012/13 разом з командою дійшов до стадії 1/16 фіналу, де залізничники поступилися «Мордовії». У сезоні 2014/15 років грав у ФНЛ у складі дзержинського «Хіміка».
З 2015 року виступав за хабаровський СКА. За підсумками сезону 2016/17 років разом з командою завоював право на вихід у Прем'єр-лігу, взяв участь в 32 матчах (1 гол) першості ФНЛ і в одному зі стикових матчів проти «Оренбурга».
18 червня 2017 року вільним агентом перейшов у махачкалинський «Анжи», однак 31 серпня того ж року відданий в оренду назад у «СКА-Хабаровськ». У червні 2018 року повернувся до «Анжи» й провів перший передсезонний збір з командою, але 13 липня знову відданий в оренду в «СКА-Хабаровськ» до кінця сезону.
Наприкінці лютого 2020 року підписав контракт з БАТЕ. У футболці борисовського клубу дебютував 2 березня 2020 року в програному поєдинку суперкубку Білорусі проти солігорського «Шахтаря». Павло вийшов на поле в стартовому складі, на 86-ій хвилині отримав жовту картку, а на 89-ій хвилині його замінив Віллум Тор Віллюмссон. У Вищій лізі Білорусі за БАТЕ дебютував 14 березня 2021 року в переможному (3:0) домашньому поєдинку 1-го туру проти «Слуцька». Карасьов вийшов на поле в стартовому складі, а на 66-ій хвилині його замінив Олексій Носко.

## Кар'єра в збірній
Брав участь в літній Універсіаді 2015 року в корейському Кванджу. Став найкращим бомбардиром студентської збірної Росії з 4-ма забитими голами, а команда посіла дев'яте місце.

## Статистика виступів

### Клубна
Станом на 4 березня 2018
| Клуб                   | Сезон                    | Ліга                     | Ліга  | Ліга | Кубок | Кубок | Єврокубки | Єврокубки | Інші  | Інші | Загалом | Загалом |
| Клуб                   | Сезон                    | Дивізіон                 | Матчі | Голи | Матчі | Голи  | Матчі     | Голи      | Матчі | Голи | Матчі   | Голи    |
| ---------------------- | ------------------------ | ------------------------ | ----- | ---- | ----- | ----- | --------- | --------- | ----- | ---- | ------- | ------- |
| «Локомотив-2» (Москва) | 2011–12                  | ПФЛ                      | 30    | 0    | 2     | 0     | –         | –         | –     | –    | 32      | 0       |
| «Локомотив-2» (Москва) | 2012–13                  | ПФЛ                      | 23    | 6    | 4     | 0     | –         | –         | –     | –    | 27      | 6       |
| «Локомотив-2» (Москва) | 2013–14                  | ПФЛ                      | 31    | 4    | 0     | 0     | –         | –         | –     | –    | 31      | 4       |
| «Локомотив-2» (Москва) | Загалом                  | Загалом                  | 84    | 10   | 6     | 0     | 0         | 0         | 0     | 0    | 90      | 10      |
| «Хімік» (Дзержинськ)   | 2014–15                  | ФНЛ                      | 29    | 4    | 1     | 0     | –         | –         | –     | –    | 30      | 4       |
| «СКА-Хабаровськ»       | 2015–16                  | ФНЛ                      | 29    | 1    | 3     | 0     | –         | –         | –     | –    | 32      | 1       |
| «СКА-Хабаровськ»       | 2016–17                  | ФНЛ                      | 32    | 1    | 2     | 0     | –         | –         | 1     | 0    | 35      | 1       |
| «Анжи» (Махачкала_     | 2017–18                  | Прем'єр-ліга Росії       | 4     | 0    | –     | –     | –         | –         | –     | –    | 4       | 0       |
| «СКА-Хабаровськ»       | 2017–18                  | Прем'єр-ліга Росії       | 10    | 0    | 2     | 0     | –         | –         | –     | –    | 12      | 0       |
| «СКА-Хабаровськ»       | Загалом (за два періоди) | Загалом (за два періоди) | 71    | 2    | 7     | 0     | 0         | 0         | 1     | 0    | 79      | 2       |
| Усього за кар'єри      | Усього за кар'єри        | Усього за кар'єри        | 188   | 16   | 14    | 0     | 0         | 0         | 1     | 0    | 203     | 16      |

1. ↑  Один матч у плей-оф за право підвищитися у класі

## Титули і досягнення
- Кубок Білорусі
  -  Володар (1): 2021